# Colonia Huilotepec
Colonia Huilotepec är en ort i Mexiko.   Den ligger i kommunen Tepoztlán och delstaten Morelos, i den sydöstra delen av landet, 50 km söder om huvudstaden Mexico City. Colonia Huilotepec ligger 1 587 meter över havet och antalet invånare är 798.
Terrängen runt Colonia Huilotepec är kuperad söderut, men norrut är den bergig. Terrängen runt Colonia Huilotepec sluttar söderut. Runt Colonia Huilotepec är det ganska tätbefolkat, med 179 invånare per kvadratkilometer. Närmaste större samhälle är Cuernavaca, 17,4 km väster om Colonia Huilotepec. I omgivningarna runt Colonia Huilotepec växer huvudsakligen savannskog.